# Foz (kommun)
Foz är en kommun i Spanien. Den ligger i provinsen Lugo i den autonoma regionen Galicien i nordvästra delen av landet, 500 km nordväst om huvudstaden Madrid. Antalet invånare är 10 198 (2024). Arean är 100,29 kvadratkilometer.